# Râul Lupul, Bârlad
Râul Lupul este un curs de apă, afluent al râului Bârlad. 